# Altjira
Altjira – bóg nieba w mitologii australijskiego ludu Arandów. Był głównym bogiem czasu snu (przez Arandów zwanego Alcherą). Stworzył Ziemię, a potem wycofał się do nieba.
W sztuce przedstawiany ze stopami emu, a jego żony i córki – z psimi.